# Mario Cornejo
Mario Renato Cornejo Radavero (ur. 19 października 1927 w Limie, zm. 22 listopada 2015 w Rouen) – peruwiański duchowny, biskup tytularny Sanavus, biskup pomocniczy rzymskokatolickiej archidiecezji Limy w latach 1961–1969.

## Życiorys
Mario Cornejo Radavero otrzymał doktorat z prawa kanonicznego na Uniwersytecie Laterańskim w Rzymie. 20 grudnia 1952 został wyświęcony na księdza rzymskokatolickiego. 16 kwietnia 1961 otrzymał sakrę biskupią z rąk kardynała Juana Landázuri Rickettsa. Był biskupem pomocniczym rzymskokatolickiej archidiecezji Limy. W 1962 uczestniczył w trzech sesjach soboru watykańskiego II.
W 1969 ustąpił z pełnionych funkcji kościelnych, wyjechał do Argentyny i ożenił się. Suspendowany za swoje zachowanie, zerwał z Kościołem katolickim. Nawiązał współpracę z francuskim duchownym, Maurice’em Cantorem i zaangażował się w organizację niezależnej wspólnoty katolickiej w Mont-Saint-Aignan.
W 1970 konsekrował sub conditione Maurice’a Cantora dla Stowarzyszenia Kultowego Katolickiego Kościoła Gallikańskiego Normandii. Po 1987 konsekrował kolejnych biskupów Kościoła Maryi Panny.